# Krajowa Grupa Spożywcza

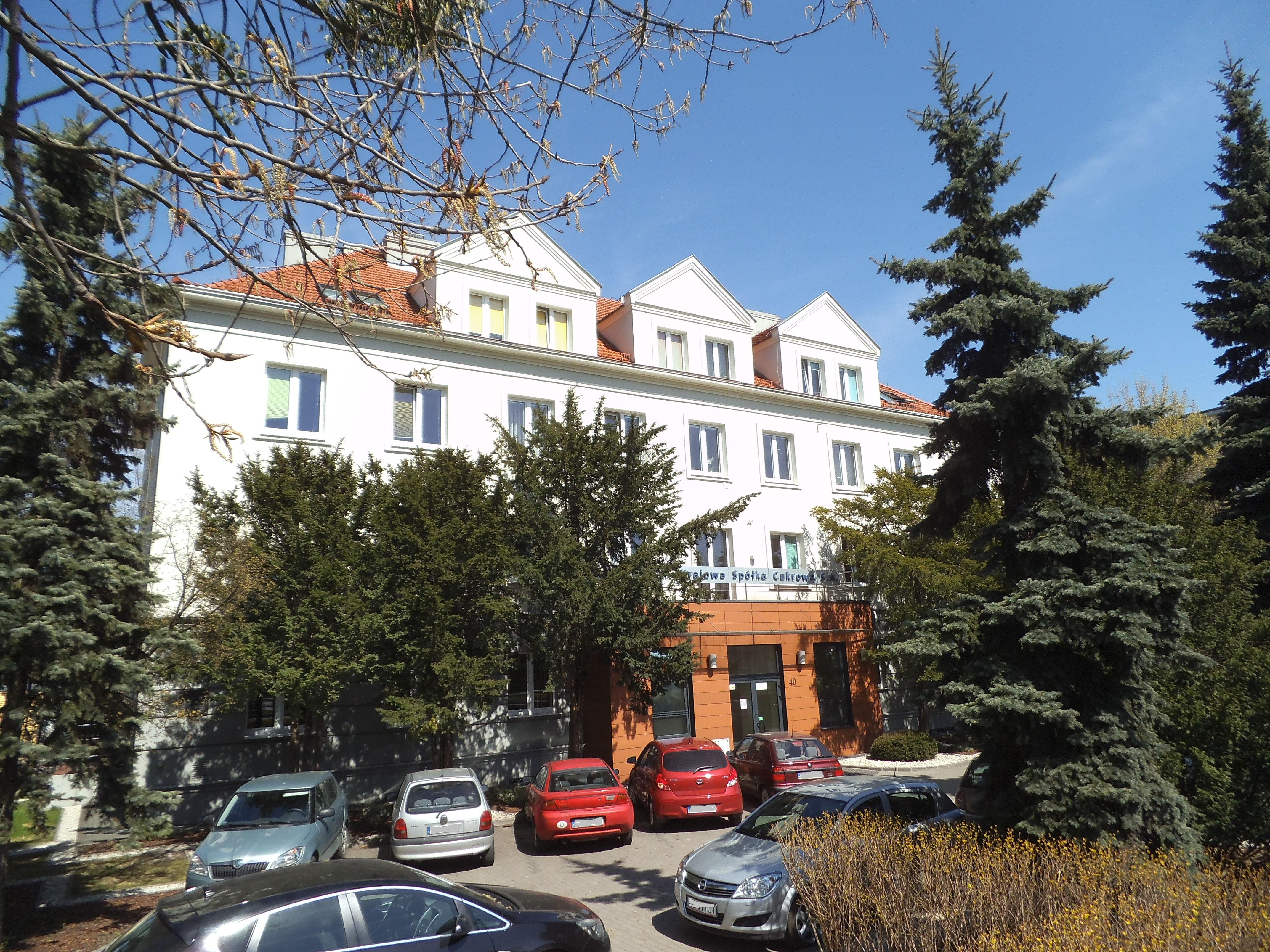
Siedziba Krajowej Spółki Cukrowej w Toruniu

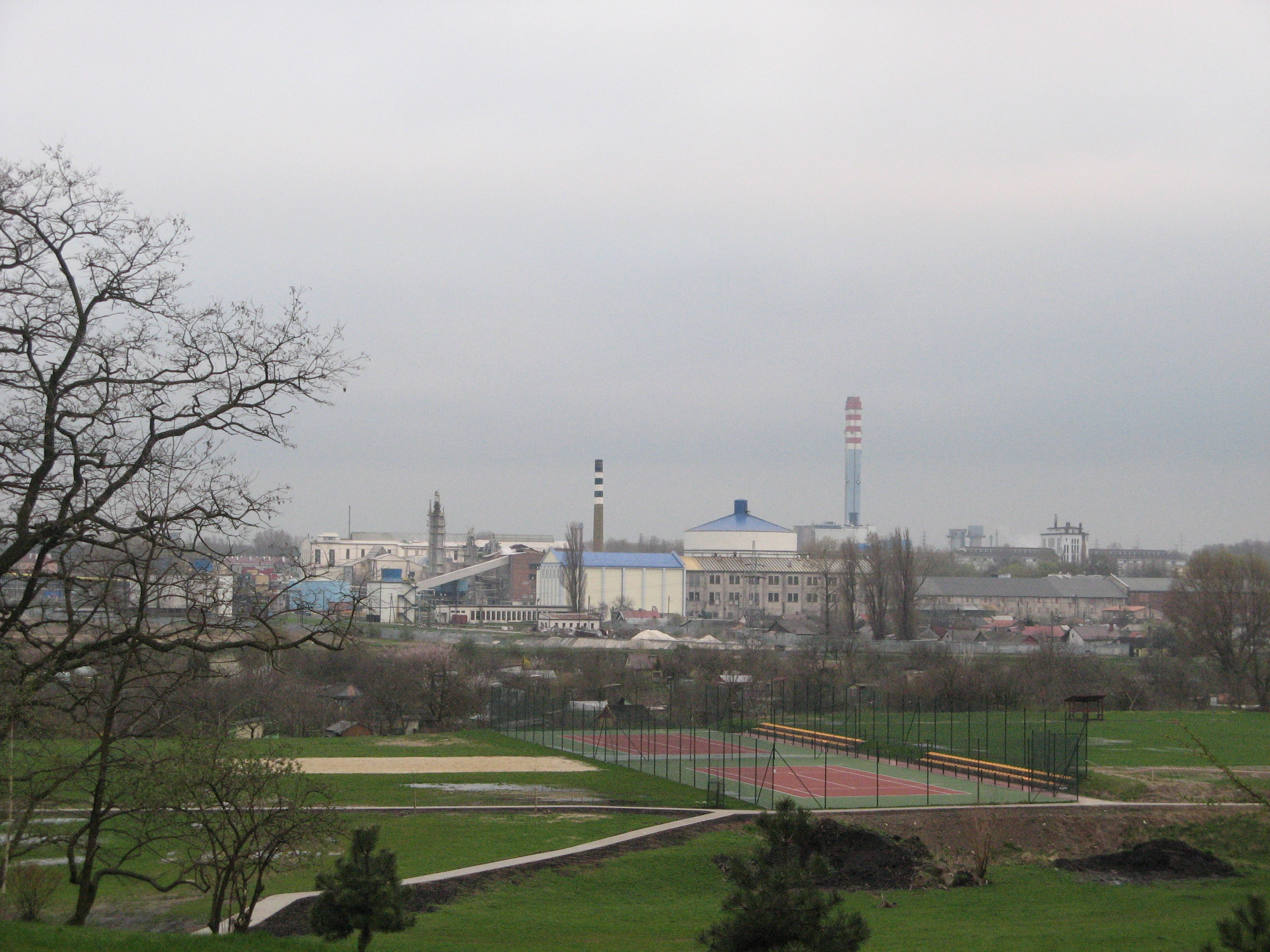
Cukrownia Lublin

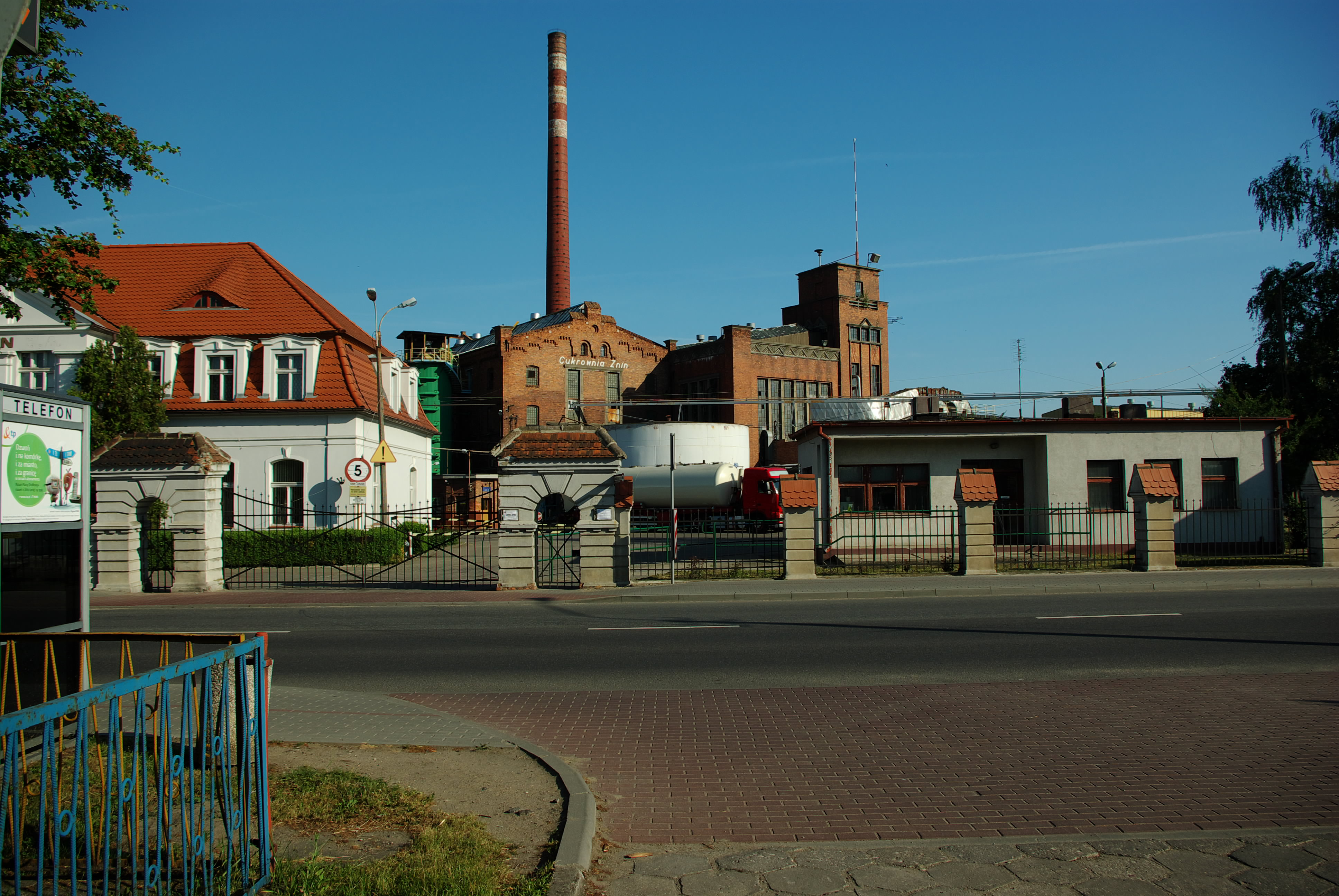
Cukrownia Żnin

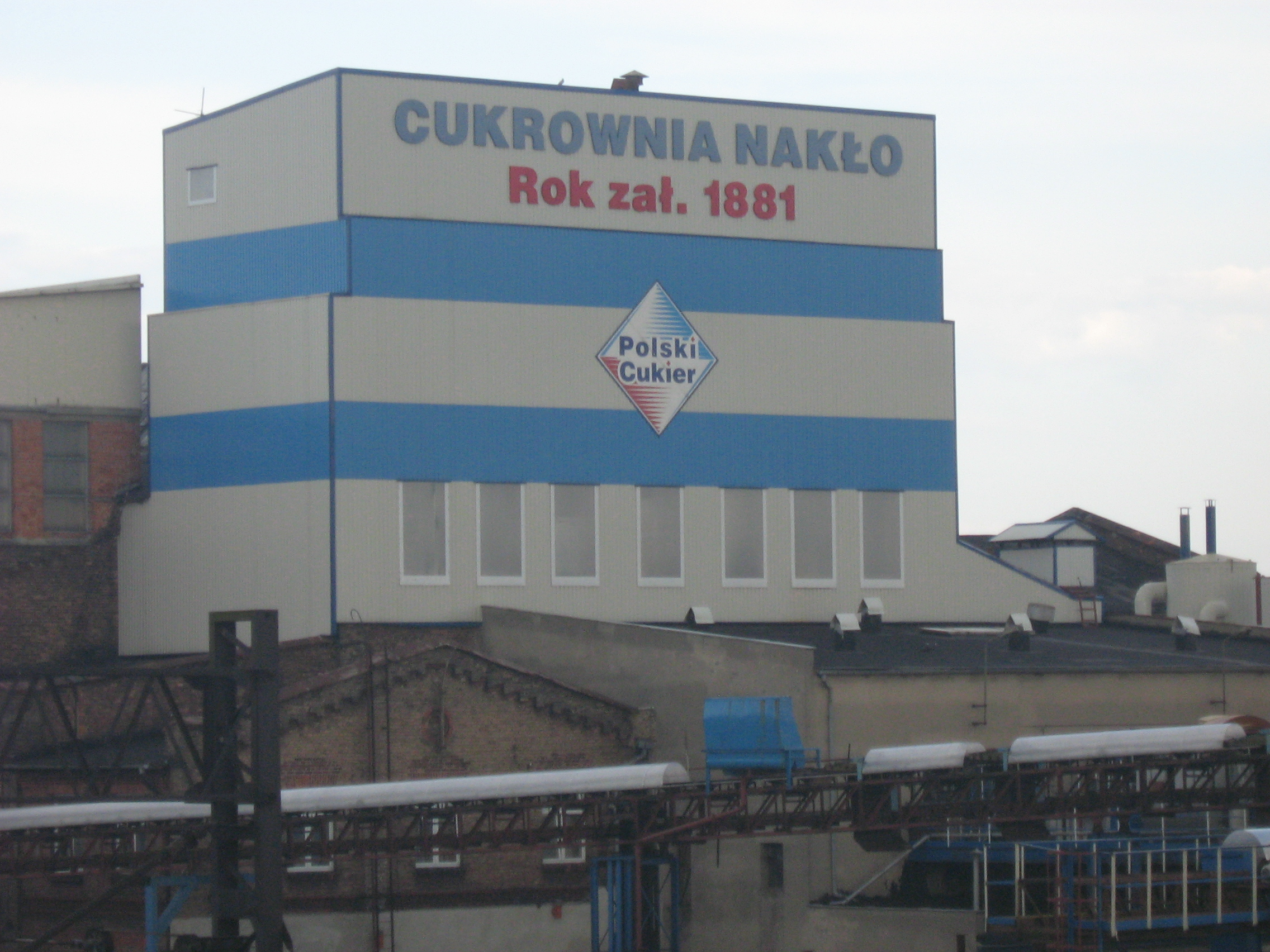
Cukrownia Nakło

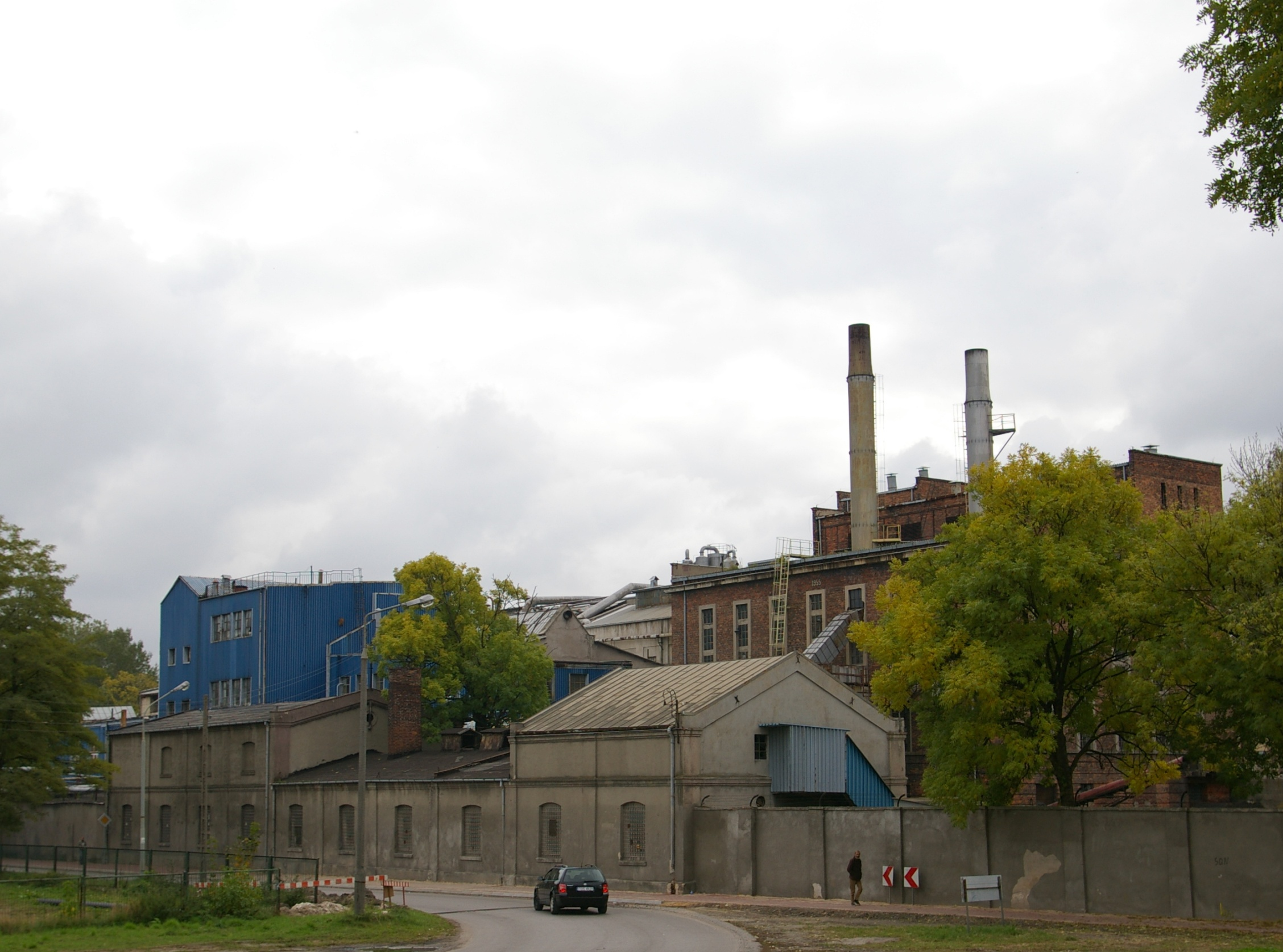
Cukrownia „Częstocice”

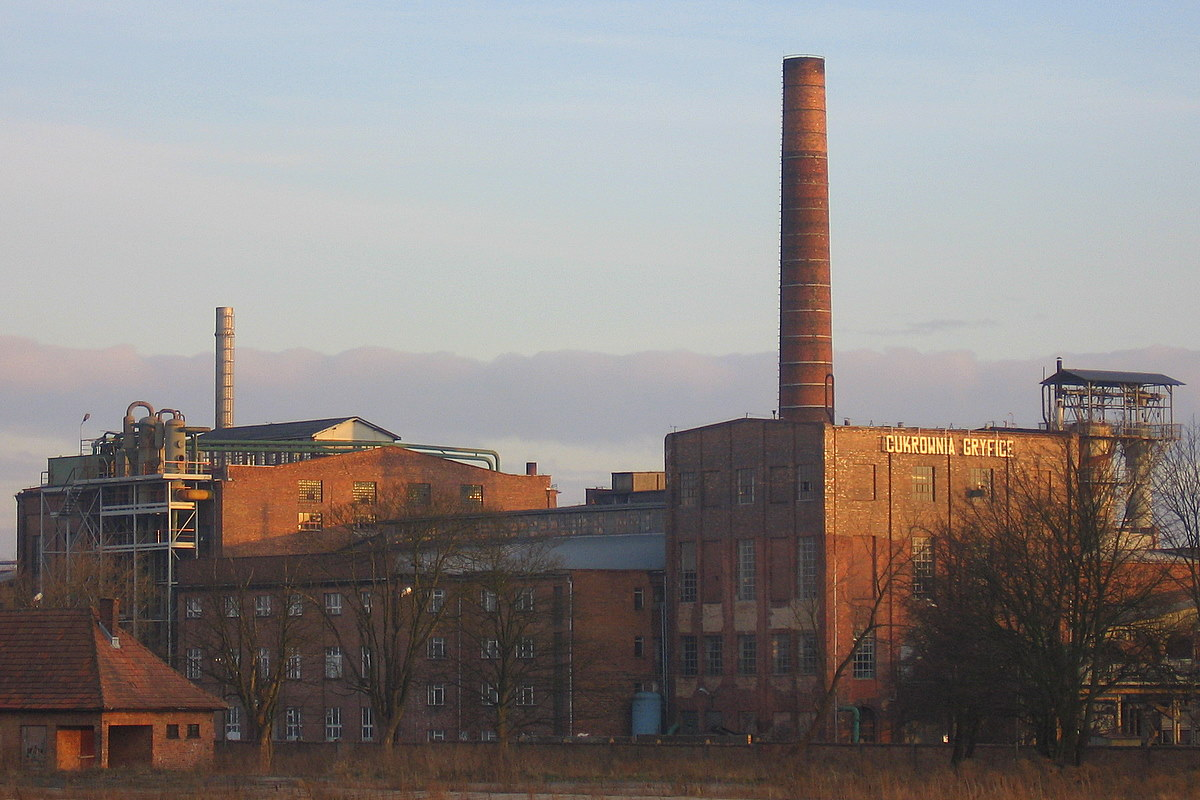
Cukrownia Gryfice

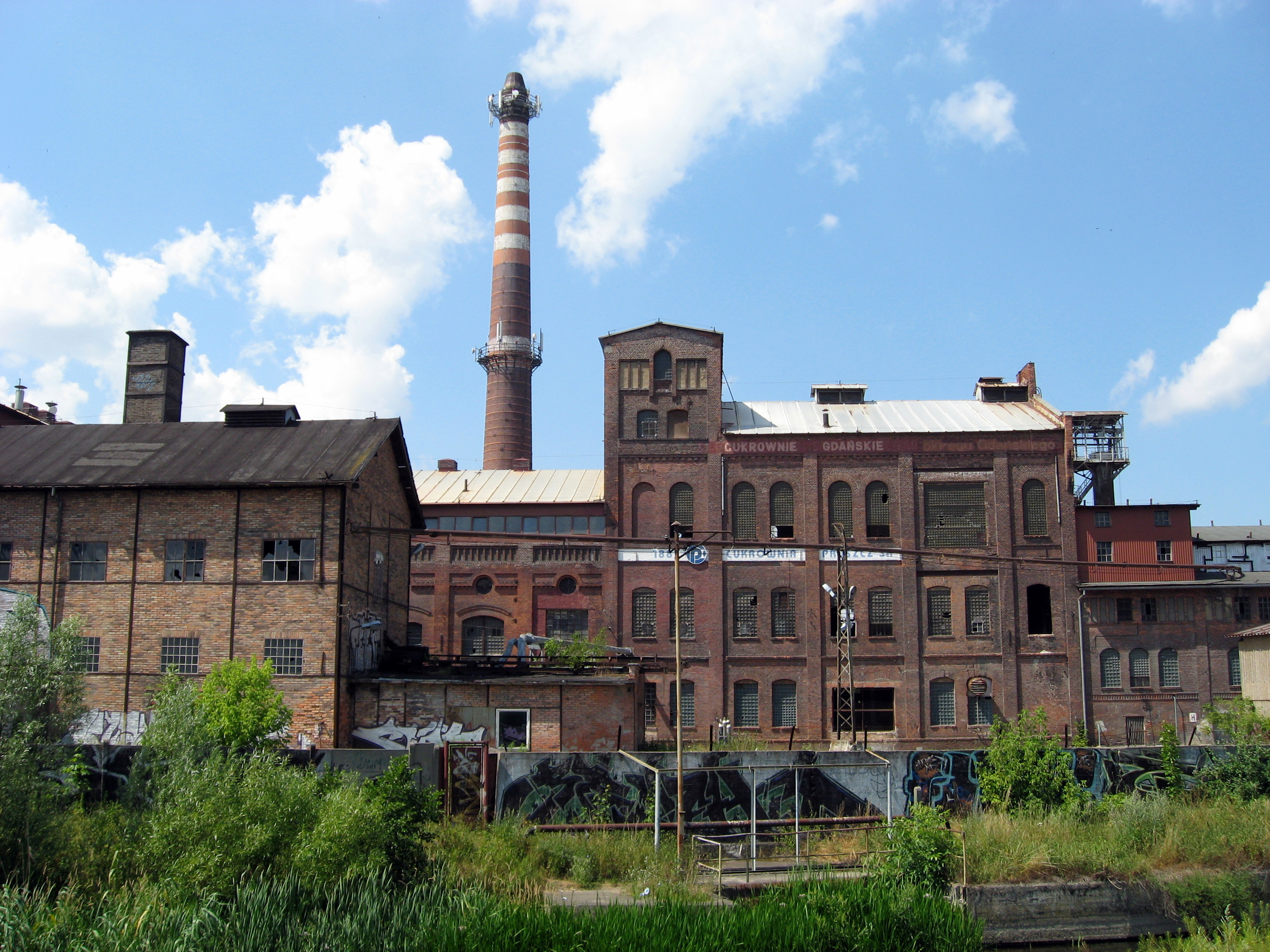
Cukrownia w Pruszczu Gdańskim zbudowana w 1881, pracowała nieprzerwanie do 2003 (zdjęcie z 2010), stanowi własność Krajowej Spółki Cukrowej S.A.

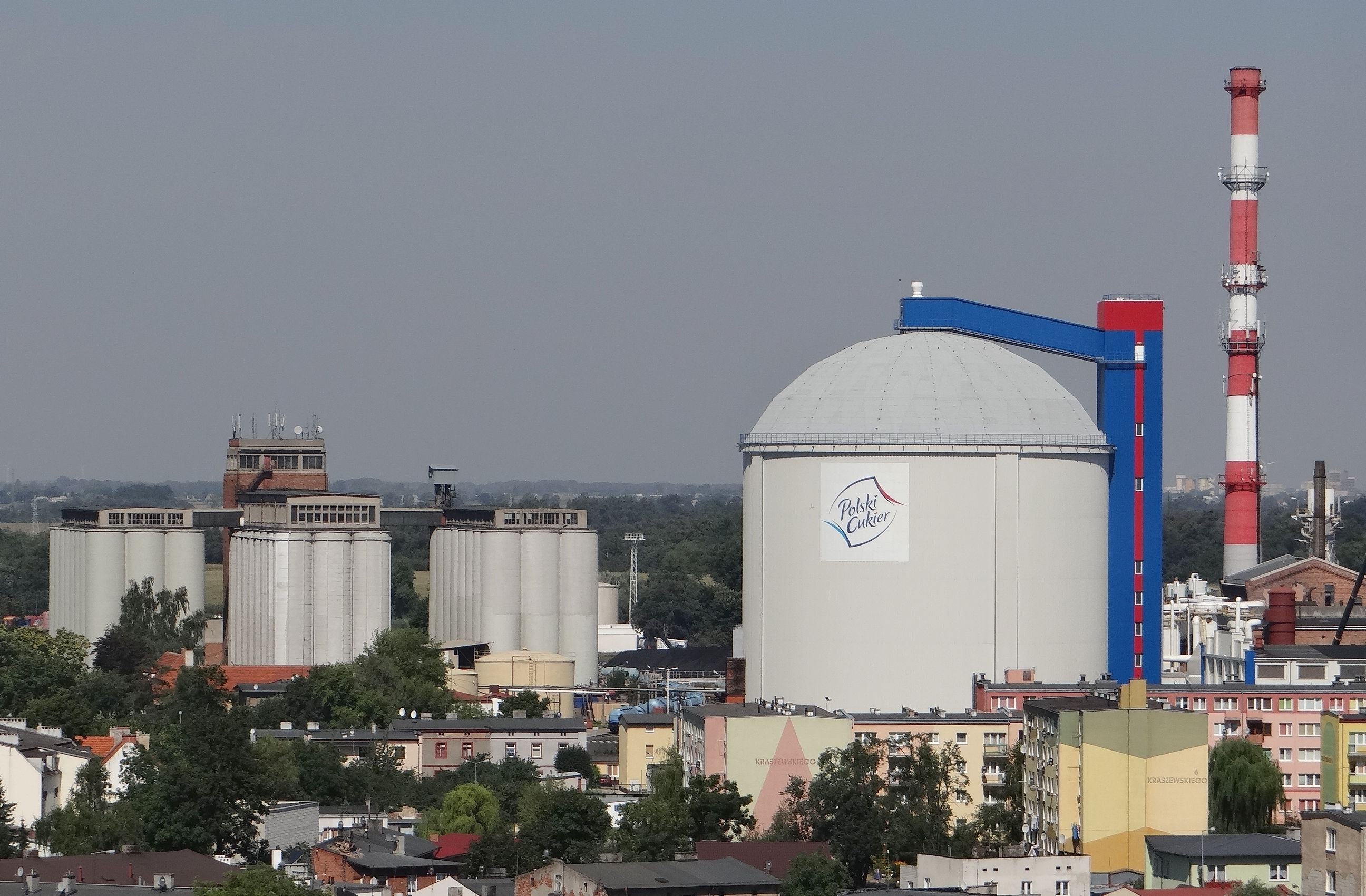
Cukrownia Kruszwica

Krajowa Grupa Spożywcza Spółka Akcyjna (do 2022 Krajowa Spółka Cukrowa S.A., w skrócie: KSC Polski Cukier S.A.) – powstałe w sierpniu 2002 roku konsorcjum cukrowni z siedzibą w Toruniu. Krajowa Spółka Cukrowa (KSC) przejęła kilkadziesiąt zakładów w całej Polsce. Większościowym udziałowcem KSC S.A. jest Skarb Państwa, lecz ponad 20% akcji należy do plantatorów buraka cukrowego i pracowników spółki.
Przedsiębiorstwo jest największym w Polsce i ósmym co do wielkości producentem cukru w Europie. Podstawowy przedmiot działalności KSC S.A. stanowi produkcja i sprzedaż cukru, handel wyrobami powstałymi w trakcie jego wytwarzania oraz przetwórstwo owocowo-warzywne. Spółka prowadzi także kompleksowe zarządzanie archiwami firm zewnętrznych w zakresie przechowywania, archiwizowania oraz brakowania dokumentów oraz inne działalności usługowe. Największa część eksportu KSC kieruje do Rosji, Niemiec, Grecji, Czech i Słowacji.
W maju 2022 nastąpiła zmiana nazwy z „Krajowa Spółka Cukrowa Spółka Akcyjna” na „Krajowa Grupa Spożywcza Spółka Akcyjna”

## Struktura
Oddziały Spółki:
- Zajmujące się produkcją cukru oraz wyrobów powstałych w trakcie jego wytwarzania:
  - Oddział „Cukrownia Dobrzelin” w Dobrzelinie,
  - Oddział „Cukrownia Kluczewo” w Stargardzie,
  - Oddział „Cukrownia Krasnystaw” w Siennicy Nadolnej,
  - Oddział „Cukrownia Kruszwica” w Kruszwicy,
  - Oddział „Cukrownia Malbork” w Malborku,
  - Oddział „Cukrownia Nakło” w Nakle nad Notecią,
  - Oddział „Cukrownia Werbkowice” w Werbkowicach.
- Świadczące usługi magazynowo-logistyczne:
  - Oddział „Terminal Cukrowy” w Gdańsku

Zakłady Spółki:
- Zajmujące się produkcją przetworów owocowo-warzywnych:
  - Zakład „Polskie Przetwory” we Włocławku
- Świadczące usługi:
  - Zakład „Archiwum” w Płocku
  - Zakład „Nadruk Papieru” w Janikowie

Spółki zależne:
- - Fabryka Cukierków „Pszczółka” Sp. z o.o.
  - Przedsiębiorstwo Zbożowo-Młynarskie „PZZ” w Stoisławiu S.A.
  - Przedsiębiorstwo Przemysłu Ziemniaczanego „Trzemeszno” Sp. z o.o.
  - KSC Bioenergetyka Sp. z o.o.
  - Î.C.S. „Moldova Zahăr” S.R.L. w Cupcini w Republice Mołdawii[9]

## Wyniki finansowe
KSC 2007 rok zakończyła sprzedażą sięgającą 1,8 mld zł i 1,3 mln zł zysku netto.
We wrześniu 2005 w Rejowcu, jako pierwszej z wygaszonych fabryk, KSC uruchomiła przygotowywaną przez wiele miesięcy alternatywną działalność gospodarczą: produkcję europalet, przy której zatrudnionych zostało 54 dotychczasowych pracowników cukrowni.
W trakcie kampanii 2008/2009 KSC skupiła od 17 tysięcy plantatorów ponad 3,1 miliona ton buraków, z których wyprodukowała 465 tys. ton cukru (co oznacza średnią zawartość cukru w burakach wynoszącą 15%).
Rok obrotowy 2010/11 okazał się rekordowym okresem w historii spółki pod względem wyników finansowych. Przychody Krajowej Spółki Cukrowej S.A. wyniosły niemal 1,8 mld zł i były o ponad 18% wyższe niż w roku poprzednim. EBITDA (zysk operacyjny powiększony o amortyzację) wyniosła 464 mln zł (+30%), a zysk netto 283 mln zł (+51%).
Duże znaczenie dla osiąganych wyników ma przeprowadzona w ostatnich latach restrukturyzacja i optymalizacja kosztów działania KSC S.A. W ostatnich latach spółka m.in. skoncentrowała produkcję w 7 głównych zakładach i przeprowadziła racjonalizację zatrudnienia w ramach Programu Dobrowolnych Odejść (średnioroczne zatrudnienie pracowników stałych i sezonowych wyniosło w latach 2010/11 1787 osób, wobec 2769 osób w 2007/2008 r.). Kontynuowana była również sprzedaż zbędnego majątku trwałego – tylko z tego tytułu do kasy spółki wpłynęło w roku obrotowym 2010/11 niemal 36 mln zł.
W roku obrotowym 2010/11 KSC S.A. kontynuowała również intensywny program inwestycyjny, na który w ostatnich 4 latach zostało przeznaczonych ponad 560 mln zł. W roku 2011 we wszystkie swoje 7 cukrowni spółka zainwestowała ok. 188 mln zł – głównie w projekty związane z przyjęciem surowca i magazynowaniem. Tylko na samo dokończenie budowy silosów na cukier w Dobrzelinie, Krasnymstawie oraz Nakle (każdy po 50 tys. ton) spółka wydała łącznie niemal 60 mln zł.
Dobre wyniki przyniosła również zakończona z końcem stycznia kampania cukrownicza 2011/2012. Plantatorzy związani z KSC S.A. dostarczyli do 7 cukrowni spółki ponad 4,4 mln ton buraków cukrowych, co stanowi 109,7% początkowego planu. Z zebranych w tej kampanii buraków cukrownie wyprodukowały ponad 700 tys. ton cukru (564 tys. ton w roku 2010/11). Co więcej, wszystkie cukrownie pobiły rekordy średniej-dobowej produkcji, co było możliwe m.in. dzięki dokonanym inwestycjom.
W kampanii 2019/2020 KSC S.A. skupiła prawie 5,8 mln ton buraków cukrowych i wyprodukowała ponad 860 tys. ton cukru. W 2019 roku, buraki cukrowe zakontraktowane przez KSC S.A. uprawiane były na areale ponad 100 tys. ha przez 15 tys. plantatorów.

## Prywatyzacja
Geneza modelu prywatyzacji KSC S.A. sięga połowy lat dziewięćdziesiątych. Wtedy rozpoczął się proces przekształceń własnościowych w przemyśle cukrowniczym, a także zmiana struktury i restrukturyzacja tego rynku. Model prywatyzacji KSC S.A., a więc to, że akcje zostaną zaoferowane pracownikom i plantatorom, jest zatem znany od 1994 roku, kiedy została uchwalona ustawa z dnia 26 sierpnia 1994 roku o przekształceniach własnościowych w przemyśle cukrowniczym oraz nieobowiązująca już ustawa z dnia 21 czerwca 2001 roku o regulacji rynku cukru. Dokładne rozwiązania, w tym informacja o tym, jakie etapy będzie zawierać trwająca rok oferta publiczna akcji, zostały natomiast podane w odpowiednim Rozporządzeniu Rady Ministrów z 2004 roku (wraz z późniejszymi zmianami). Oferta publiczna akcji jest natomiast przeprowadzana w oparciu o prospekt emisyjny opublikowany 20 września 2011 roku, zatwierdzony wcześniej przez Komisję Nadzoru Finansowego.
W pracowniczo-plantatorski model właścicielski wpisują się również zasady obrotu akcjami KSC S.A. na rynku wtórnym. Zgodnie ze statutem spółki akcje KSC S.A. mogą być zbywane w obrocie wtórnym wyłącznie pracownikom spółki i plantatorom buraków cukrowych związanym ze spółką umowami kontraktacji buraków cukrowych.
Proces prywatyzacji Krajowej Spółki Cukrowej S.A. przebiegał zgodnie z harmonogramem ustalonym w Rozporządzeniu Rady Ministrów oraz opublikowanym 20 września 2011 roku prospekcie emisyjnym spółki. Zapisy na akcje, zarówno w transzy preferencyjnej, jak i standardowej, trwały od 20 grudnia 2011 roku do 20 marca 2012 roku.
W pracowniczo-plantatorskiej prywatyzacji KSC S.A. blisko 18 tys. osób uprawnionych zaoferowano 777 781 217 akcji (stanowiących ok. 79% kapitału zakładowego), w cenie 1,60 zł za jedną akcję. W drodze do objęcia akcji przez osoby uprawnione przewidziano wiele ułatwień. Oferowane akcje zostały podzielone na dwie transze: preferencyjną (313 045 608 akcji) i standardową (464 735 609 akcji). W obydwu transzach przewidziano możliwość zapłaty za zakupione akcje w okresie do siedmiu lat. Dodatkowo w transzy preferencyjnej spółka zaoferowała wszystkim uprawnionym pożyczkę na opłacenie pierwszej raty należności za kupowane akcje w wysokości 20% wartości nabywanych papierów. Aby wziąć udział w transzy preferencyjnej osoby uprawnione składały do 4 listopada 2011 roku odpowiedni wniosek o udzielenie pożyczki. Zdecydowało się na to prawie 12 tys. osób, czyli niemal 70% osób uprawnionych.
Minister Skarbu Państwa 2 kwietnia 2012 roku podjął decyzję o odstąpieniu od oferty publicznej nabycia akcji Krajowej Spółki Cukrowej S.A., kierowanej do pracowników i innych osób uprawnionych do nabycia akcji spółki na mocy obowiązujących przepisów. Decyzja została podjęta na podstawie analizy ryzyka związanego z realizacją transakcji, z uwzględnieniem aktualnej sytuacji ekonomiczno-finansowej spółki i interesu Skarbu Państwa. Po ponownej wycenie spółki ministerstwo powróci na ścieżkę prywatyzacji.
W 2018 roku nie były prowadzone działania zmierzające do prywatyzacji Krajowej Spółki Cukrowej S.A. Spółka realizuje strategię dywersyfikacji dotychczasowej działalności i budowy koncernu rolno-spożywczego.

## Sponsoring
- Małopolski Klub Siatkówki Muszyna (siatkówka kobiet)
  - Polski Cukier Muszynianka Fakro Bank BPS (2013)
  - Polski Cukier Muszynianka Muszyna (2014/2015)
  - Polski Cukier Muszynianka Enea (2016/2017)
  - Polski Cukier Muszynianka Muszyna (2017/18) po sezonie 2017/2018 spółka wycofuje się ze sponsorowania
- Twarde Pierniki Toruń (koszykówka mężczyzn)
  - SIDEn Polski Cukier Toruń (2011-2015)
  - Polski Cukier Toruń (2015-)
- AZS Lublin (koszykówka kobiet)
  - Pszczółka Polski-Cukier AZS-UMCS Lublin
- Polski Cukier Pomezania Malbork (piłka ręczna mężczyzn)
- Lotto Polski Cukier Gwiazda Bydgoszcz (tenis stołowy)
- Energa Krajowa Grupa Spożywcza Toruń (dawniej Katarzynki Toruń)[16]